# Zbigniew Gawior
Zbigniew Gawior (Leszno, 15 dicembre 1946 – Kielce, 20 maggio 2003) è stato uno slittinista polacco.

## Partecipazioni olimpiche
| Competizione | Pos. | Data             | Città    |
| ------------ | ---- | ---------------- | -------- |
| Singolo      | 4ª   | 4 febbraio 1968  | Grenoble |
| Doppio       | 6ª   | 18 febbraio 1968 | Grenoble |